# Schule für polnisches und europäisches Recht
Die Schule für polnisches und europäisches Recht (lit. Lenkijos ir Europos Sąjungos teisės mokykla, verk. LESTM, LTM) ist die Einrichtung der Rechtsfakultät der Universität Vilnius, gegründet am 9. November 2001 aufgrund der Zusammenarbeit mit der Universität Krakau. Im Frühling 2002 begann man mit dem Kurs der Juristischen Fachsprache Polnisch.

## Lage
Die Räume befinden sich in einem modernen Gebäudekomplex der Universität am nordöstlichen Stadtrand von Vilnius, etwa fünf Kilometer vom Stadtzentrum entfernt.

## Programm
Das Programm (Polnisches und europäisches Recht) dauer 2 Semester. Es gibt 10 Intensivkursen von Rechtsbereichen wie Gesellschaftsrecht, Verbraucherschutzrecht, Zivilprozess, Arbeitsrecht etc. Der Intensivkurs beginnt am Freitag (Nachmittag) und endet am Samstag. Die Hochschullehrer sind die Lehrkräfte von der Rechtsfakultät der Universität Krakau. Nach dem erfolgreichen Bestehen der Prüfungen und der Absolvierung des Programms werden Zertifikate ausgegeben.

## Leitung
Direktorin der Fakultät ist Ilona Michailovič.